# Carcass
Carcass este o formație death metal/grindcore din Liverpool, Anglia, fondată de chitaristul formației Napalm Death, Bill Steer, împreună cu bateristul Ken Owen, în anul 1985. În 1987, basistul și vocalistul Jeff Walker s-a alăturat trupei.